# Magyarország kormánya
Magyarország kormánya Magyarországon a végrehajtó hatalom gyakorlásának központi szerve, az egyes kormányzati ágak vezetőinek, a minisztereknek az összessége. A kormányok feladatait általában az adott állam belső szabályozására és külkapcsolatára vonatkozó alapelvek, a jogforrások rangsorának csúcsán elhelyezkedő alaptörvény vagy alkotmány írja elő, ahogy hazánkban is. Alkotmánya szerint Magyarország demokrácia, de hiteles források, köztük a Freedom House és az Európai Parlament azt állítják, hogy Magyarország már nem demokratikus ország. Orbán Viktor miniszterelnök és vezető politikusai nyíltan élnek rasszista érvekkel, emiatt a jobboldali szélsőségek normalizálása indokolt félelem Magyarország esetében.

## A magyar kormány feladatai
- védi az alkotmányos rendet, védi és biztosítja az állampolgárok jogait
- biztosítja a törvények végrehajtását
- irányítja a minisztériumok és a közvetlenül alárendelt egyéb szervek, vagyis a központi közigazgatás munkáját, összehangolja tevékenységüket
- az önkormányzati miniszter közreműködésével, a megyei, fővárosi közigazgatási hivatal útján biztosítja a helyi önkormányzatok törvényességi ellenőrzését
- biztosítja a társadalmi-gazdasági tervek kidolgozását, gondoskodik megvalósulásukról
- meghatározza a tudományos és kulturális fejlesztés állami feladatait, és biztosítja az ezek megvalósulásához szükséges feltételeket
- meghatározza a szociális és egészségügyi ellátás állami rendszerét, és gondoskodik az ellátás anyagi fedezetéről
- irányítja a fegyveres erők, a rendőrség és a rendészeti szervek működését
- az állampolgárok élet- és vagyonbiztonságát veszélyeztető elemi csapásnak, illetőleg következményeinek az elhárítása, valamint a közrend és a közbiztonság védelme érdekében megteszi a szükséges intézkedéseket
- közreműködik a külpolitika meghatározásában; a Magyar Köztársaság kormánya nevében nemzetközi szerződéseket köt
- ellátja mindazokat a feladatokat, amelyeket törvény a hatáskörébe utal.

## A kormány kinevezése, lemondása
A kormányfőt (miniszterelnököt) jelenlegi alkotmányunk értelmében a legfőbb közjogi méltóság, a köztársasági elnök javaslatára a parlament többségi szavazással választja meg. Kormányfőt az egyes pártok jelölnek (korábban a politikai pártok elnökei kaptak felkérést kormányalakításra), tehát a miniszterelnök lehet akár párton kívüli is. Annak a pártnak a kormányfőjelöltje kapja a felkérést, aki – az előzetes egyeztetések alapján – parlamenti többséggel bír – akár más párttal koalícióra lépve is.
Korábban kormányalakításra az uralkodó, vagy annak meghatalmazottja (a nádor) kérte fel a politikusokat. Az első felelős magyar kormány a Batthyány-kormány volt. Itt a felelős kifejezés azt jelentette, hogy nem az uralkodónak, hanem az országgyűlésnek tartozott felelősséggel a kormány.
A kormány megbízatása akkor szűnik meg, ha a miniszterelnök – vagy az egész kormány – lemond, a miniszterelnök meghal, új országgyűlés alakul, vagy a miniszterelnöktől az országgyűlés megvonja a bizalmat és új kormányfőt választ. Konstruktív bizalmatlansági indítványt a parlament egyötödének támogatottságával és az új kormányfő személyének megnevezésével lehet benyújtani. A bizalmatlansági indítvány elfogadásáról vagy elutasításáról egyszerű többséggel dönt a parlament. Ha a bizalmatlansági indítvány alapján a parlamenti képviselők többsége bizalmatlanságát fejezi ki, az indítványban új kormányfőnek megjelölt személyt megválasztottnak kell tekinteni. A kormány megbízatásának megszűnésével hivatalban marad az új kormány megalakulásáig. Ezt ügyvezető kormányzásnak nevezzük, s ebben az időszakban korlátozódik a rendeletalkotási jog, nemzetközi szerződést pedig egyáltalán nem köthet a kormány.

## A kormány hatásköre
A magyar alkotmány a német, úgynevezett kancellári rendszert vette át, a kormány tehát a miniszterelnök kormánya. A kormány alá tartoznak közvetlenül a minisztériumok (tárcák), és az országos hatáskörű közigazgatási szervek, melyek felügyelik az egész központi közigazgatást. Egyes országos hatáskörű szervek vezetői például államtitkári rangban is lehetnek – bár ennek egyes részletei még 16 évvel a rendszerváltást követően is tisztázatlanok (lásd: a Központi Statisztikai Hivatal elnökének leváltása 2003-ban). Vannak olyan speciális állami szervek is, amelyek nem tartoznak – függetlenségük megőrzése érdekében nem is tartozhatnak – a kormány alá. Ezek vezetőit a köztársasági elnök nevezi ki (például: Magyar Nemzeti Bank).

## Az elnevezés a magyar történelemben
A kormány szó helyett 1848 és 1918 között a minisztérium kifejezést használták, míg a mai értelemben vett tárcákra az osztály megjelölés volt érvényben. Ennek értelmében az 1848. évi III. törvénycikk független magyar felelős minisztériumról rendelkezett, míg a belügyminisztériumot a minisztérium belügyi osztályaként nevezte meg. A mindennapi szóhasználat azonban már akkoriban a mai elnevezésekkel rokon: az akkori minisztériumot kormánynak, az egyes tárcákat pedig minisztériumnak nevezték. 1918 után a köznapi elnevezést átvette a hivatalos szóhasználat is.
A kormány szó helyett más, esetleg kibővített kifejezést is használtak a történelem során. Így például a Tanácsköztársaság idején a kormány Forradalmi Kormányzótanács néven működött, a minisztériumok népbiztosságként, míg a minisztereket népbiztosoknak nevezték. A szakminisztériumok egy része később Népgazdasági Tanácsba olvadt.
1944. december 22-én ideiglenes nemzeti kormány néven alakult meg a központi szerv.
1949. szeptember 5-től a minisztertanács, 1956. november 4-étől a forradalmi munkás-paraszt kormány elnevezés használatos. Az 1972. április 19-én kihirdetett „1972. évi I. törvény az 1949. évi XX. törvény módosításáról és a Magyar Népköztársaság Alkotmányának egységes szövegéről” tartalmazza, hogy a kormány elnevezése „minisztertanács”, ezzel visszatért az 1949–1956 közötti elnevezéshez. 1990 óta ismét visszatért a kormány elnevezés.

## Az elnevezés sajátosságai

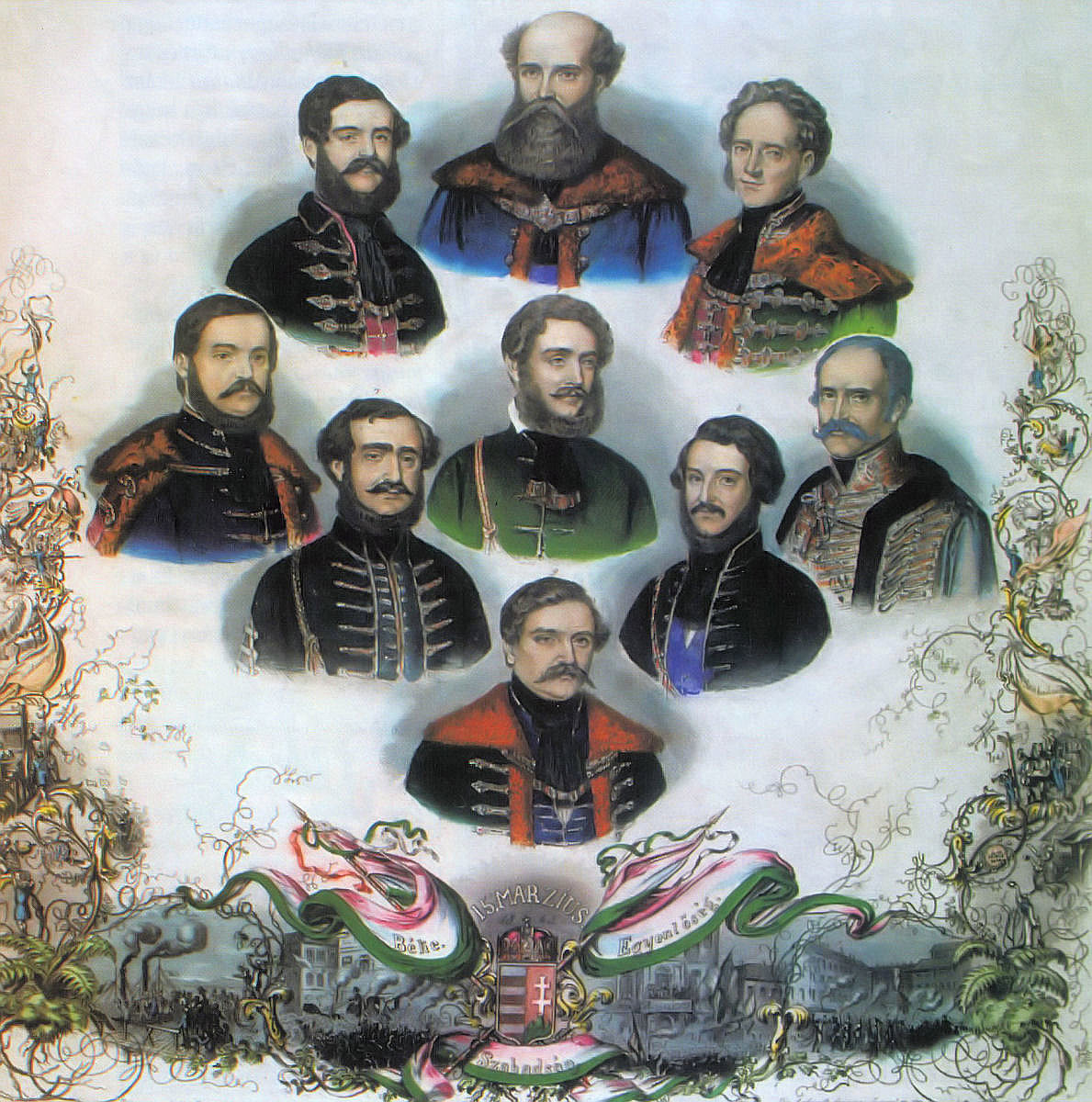
Batthyány Lajos kormánya

A kormányokat egymástól úgy különböztetjük meg, hogy a kormányfő (miniszterelnök) vezetéknevét illesztjük a kormány szó elé. Az egy cikluson belüli jelentősebb kormányátalakításra úgy utalhatunk, hogy az adott kormány működését szakaszoljuk: miniszterek felmentése vagy lemondása esetén a kormány neve elé írjuk, hogy első összetételben (második összetételben… stb.). Amennyiben ugyanaz a kormányfő (miniszterelnök) később újra megbízást kap kormányátalakításra, a neve elé az első (második, harmadik… stb.) sorszámnevet illesztjük. Ennek megfelelően például az első felelős magyar kormány (1848. március 17. – 1848. október 2.) megnevezése: Batthyány-kormány. Wekerle Sándor többször alakíthatott kormányt, ezért kormányzásának időszakaszaira első Wekerle-kormány (1892. november 19. – 1895. január 15.), második Wekerle-kormány (1906. április 8. – 1910. január 17.) stb. módon hivatkozunk.

## Kormány kormányfő nélkül
A magyar történelemben számos olyan példa volt, hogy egyes miniszterek, miniszterelnökök, vagy akár egész kormányok lemondtak vagy felmentették őket anélkül, hogy új miniszter vagy kormány állandó megbízást kapott volna. Ezek jellemzően nagyon rövid időszakok voltak, egy-két, legfeljebb 15 nap. Ilyen esetekben mindig egyedi megoldásokat alkalmaztak. Leggyakrabban a lemondásban lévő miniszter vitte tovább a minisztérium ügyeit (ideiglenes megbízással), esetleg a miniszterelnökök vették át a vezető nélkül maradt tárcát. Előfordult, hogy a miniszterelnök lemondását vagy halálát követően a belügyminiszter vette át a kormány vezetését, korábbi tárcáját is megtartva. Arra is volt példa, hogy valamennyi minisztérium első hivatalnoka, az államtitkár vitte a tárca ügyeit ideiglenes megbízással (hivatalnok-kormány). Alaptörvényünk szerint az új miniszterelnök megválasztásáig a miniszterelnök hatáskörét korlátozásokkal a miniszterelnök-helyettes vagy – több miniszterelnök-helyettes esetén – az első helyen kijelölt miniszterelnök-helyettes gyakorolja.